# Maciej Wilusz
Maciej Wilusz (ur. 25 września 1988 we Wrocławiu) – polski piłkarz, który występował na pozycji środkowego obrońcy. Czterokrotny reprezentant Polski.

## Kariera klubowa
Wilusz rozpoczął swoją karierę w zespołach młodzieżowych Śląska Wrocław. Latem 2005 trafił z nich do juniorów holenderskiego sc Heerenveen, z których w styczniu 2008 został wypożyczony do drużyny młodzieżowej Sparty Rotterdam. Latem podpisał z tym klubem kontrakt zawodowy, jednak m.in. ze względu na kontuzje nie zdołał zadebiutować w Eredivisie. Pod koniec 2008, po operacji kolana, rozwiązał za porozumieniem stron kontrakt ze Spartą i wrócił do Polski.
Po długiej rehabilitacji latem 2010 podpisał kontrakt z MKS-em Kluczbork. W styczniu 2012 Wilusz przeszedł do GKS Bełchatów. W rundzie wiosennej sezonu 2011/2012 udało mu się rozegrać 10 spotkań i zająć ze swoim klubem 13. miejsce w Ekstraklasie. W sezonie 2012/2013 Wilusz rozegrał 23 mecze, a od rundy wiosennej pełnił funkcję kapitana GKS-u Bełchatów, który jednak zajął ostatnie miejsce w tabeli i spadł z Ekstraklasy. W sezonie 2013/2014 Wilusz również był kapitanem swojego zespołu, dla którego rozegrał 30 spotkań i z którym wywalczył ponowny awans do Ekstraklasy.
1 lipca 2014 odszedł z GKS-u Bełchatów i został zawodnikiem Lecha Poznań. W sezonie 2014/2015 zdobył z Lechem mistrzostwo Polski, rozgrywając jednak dla poznańskiego klubu jedynie 8 spotkań. Rundę jesienną sezonu 2015/2016 Wilusz spędził na wypożyczeniu do Korony Kielce, rozgrywając dla niej 13 meczów. Wiosną sezonu 2015/2015 znów był zawodnikiem Lecha i zajął z nim 7. miejsce w lidze, występując jednak w jego barwach jedynie 6-krotnie. W sezonie 2016/2017 rozegrał dla Lecha 20 spotkań i zdobył z nim 3. miejsce w Ekstraklasie.
Po zakończeniu sezonu 2016/2017 Wilusz odszedł z Lecha na zasadzie wolnego transferu do rosyjskiego FK Rostów, podpisując z nim 3-letni kontrakt. W sezonie 2017/2018 rozegrał dla rosyjskiego klubu 26 spotkań i zajął z nim 12. miejsce w Priemjer-Lidze. W sezonie 2018/2019 Wilusz wystąpił w 16 meczach FK Rostow i zajął z nim 9. miejsce w rosyjskiej ekstraklasie, w połowie sezonu zrywając jednak więzadła krzyżowe, co wyeliminowało go z gry w rundzie wiosennej.
Wilusz wrócił do pełnej sprawności przed sezonem 2019/2020, lecz w rundzie jesiennej sezonu 2019/2020 nie udało mu się rozegrać ani minuty. W styczniu 2020 odszedł z FK Rostow do Urału Jekaterynburg, rozgrywając dla niego 8 spotkań w rundzie wiosennej.
Latem 2020 odszedł z Urału do Rakowa Częstochowa. W sezonie 2020/2021 Wilusz zdobył z Rakowem wicemistrzostwo Polski i Puchar Polski, jednak był jego piłkarzem jedynie w rundzie jesiennej, występując w 10 spotkaniach. Rundę wiosenną sezonu 2020/2021 spędził na wypożyczeniu do Śląska Wrocław, jednak przez kontuzje nie rozegrał dla niego żadnego spotkania. Latem 2021 wrócił do Rakowa, by we wrześniu rozwiązać z nim kontrakt i zakończyć sportową karierę.

## Kariera reprezentacyjna
W styczniu 2014 Wilusz został powołany przez selekcjonera Adama Nawałkę na zgrupowanie reprezentacji Polski składające się z piłkarzy występujących wyłącznie w Ekstraklasie i 1. lidze. W trakcie trwania zgrupowania zadebiutował w wygranym 3:0 meczu z Norwegią oraz wystąpił w wygranym 1:0 meczu towarzyskim z Mołdawią. W marcu 2014 został również powołany na przegrany 0:1 sparing ze Szkocją, w którym jednak nie wystąpił. W maju 2014 zagrał w zremisowanym 0:0 towarzyskim meczu z Niemcami, a w czerwcu 2014 - w wygranym 2:1 sparingu z Litwą. Później już nigdy nie otrzymał powołania.

## Statystyki

### Reprezentacyjne
| Reprezentacja | Rok     | Mecze | Bramki |
| ------------- | ------- | ----- | ------ |
| Polska        | 2014    | 4     | 0      |
| Polska        | Ogólnie | 4     | 0      |

| Mecze i gole w reprezentacji | Mecze i gole w reprezentacji | Mecze i gole w reprezentacji           | Mecze i gole w reprezentacji | Mecze i gole w reprezentacji | Mecze i gole w reprezentacji | Mecze i gole w reprezentacji |
| Lp.                          | Data                         | Miasto                                 | Przeciwnik                   | Gol                          | Wynik                        | Rozgrywki                    |
| ---------------------------- | ---------------------------- | -------------------------------------- | ---------------------------- | ---------------------------- | ---------------------------- | ---------------------------- |
| 1.                           | 18.01.2014                   | Abu Zabi, Zjednoczone Emiraty Arabskie | Norwegia                     |                              | 3:0                          | towarzyski                   |
| 2.                           | 20.01.2014                   | Abu Zabi, Zjednoczone Emiraty Arabskie | Mołdawia                     |                              | 1:0                          | towarzyski                   |
| 3.                           | 13.05.2014                   | Hamburg, Niemcy                        | Niemcy                       |                              | 0:0                          | towarzyski                   |
| 4.                           | 06.06.2014                   | Gdańsk, Polska                         | Litwa                        |                              | 2:1                          | towarzyski                   |

## Sukcesy
GKS Bełchatów
- I liga - Mistrzostwo i awans do Ekstraklasy: 2013/14

Lech Poznań
- Ekstraklasa - Mistrzostwo: 2014/15
- Superpuchar Polski – Zwycięstwo: 2016

Raków Częstochowa
- Ekstraklasa - Wicemistrzostwo: 2020/2021
- Puchar Polski - Zwycięstwo: 2020/2021